# Damaso Torres
Pour les articles homonymes, voir Torres.
Torres  Cruces est un nom espagnol. Le premier nom de famille, en général paternel, est Torres ; le second, en général maternel, souvent omis, est Cruces.
Dámaso Torres Cruces, né le 11 décembre 1945 à Humilladero (Malaga), est un ancien coureur cycliste professionnel espagnol. Il est le frère ainé de Pedro Torres.

## Palmarès
- 1967
  - Trofeo Borras

- 1969
  - 2e étape du Trofeo Sebastián Camprubí

- 1970
  -  Champion d'Espagne sur route amateurs
  - 1rea étape de la Cinturón de Cataluña (contre-la-montre par équipes)
  - Prueba Alsasua

- 1973
  - 3eb étape du Tour des Asturies (contre-la-montre par équipes)
  - 2e du Tour des vallées minières

## Résultats sur les grands tours

### Tour de France
2 participations 
- 1973 : 38e
- 1974 : 62e

### Tour d'Espagne
2 participations
- 1971 : 48e
- 1972 : abandon (15e étape)